# يونوت أورسو
يونوت أورسو (بالرومانية: Ionuț Ursu)‏ هو لاعب كرة قدم روماني في مركز الدفاع، ولد في 21 مارس 1989 في باكاو في رومانيا. لعب مع جامعة كلوج ونادي بوتوشاني ونادي بياترا نيامتس.

## وصلات خارجية
- يونوت أورسو على موقع قاعدة بيانات كرة القدم.إي يو (الإنجليزية)
- يونوت أورسو على موقع Soccerway.com (الإنجليزية)